# NASA X-38

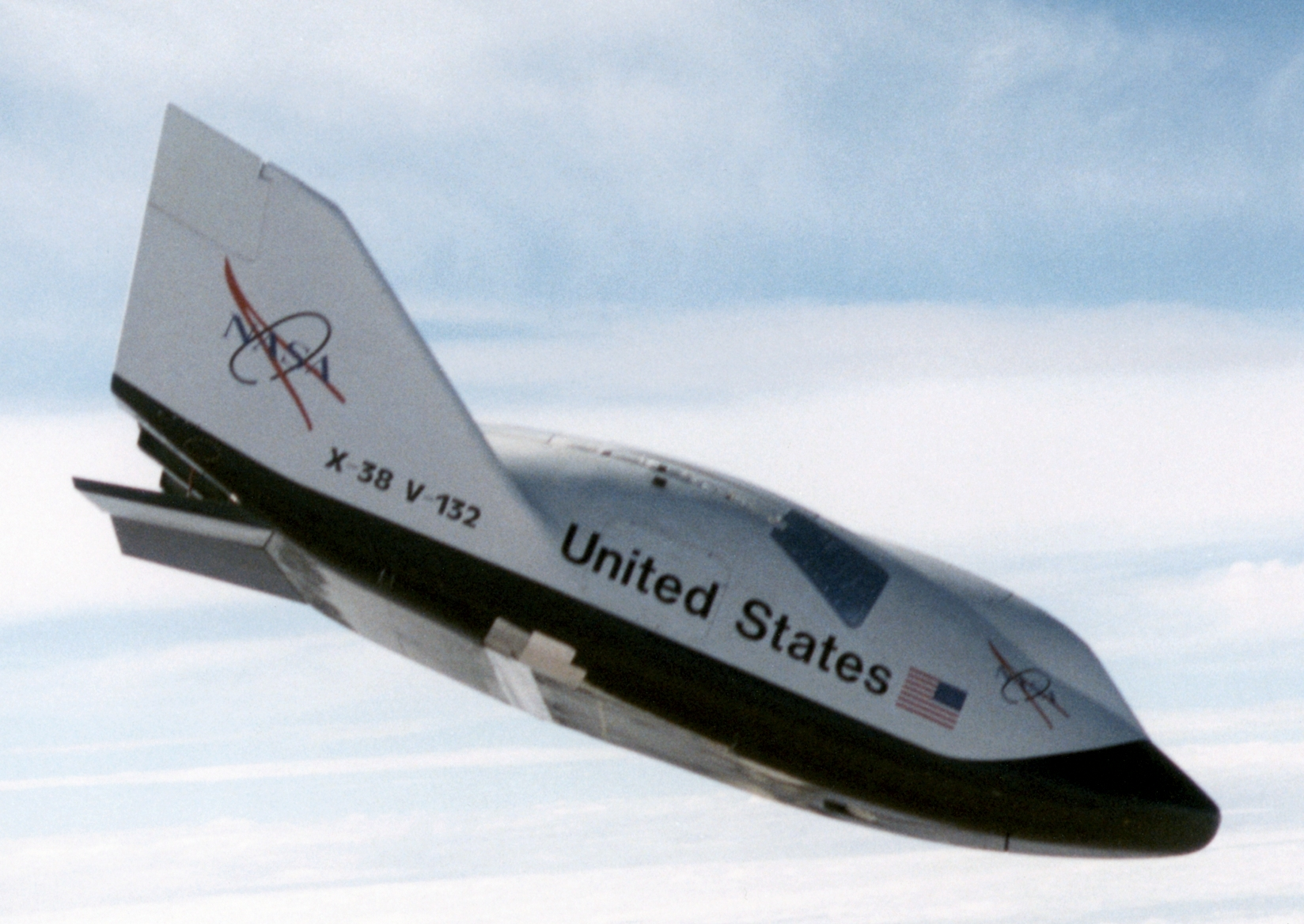
CRV podczas prób (NASA)

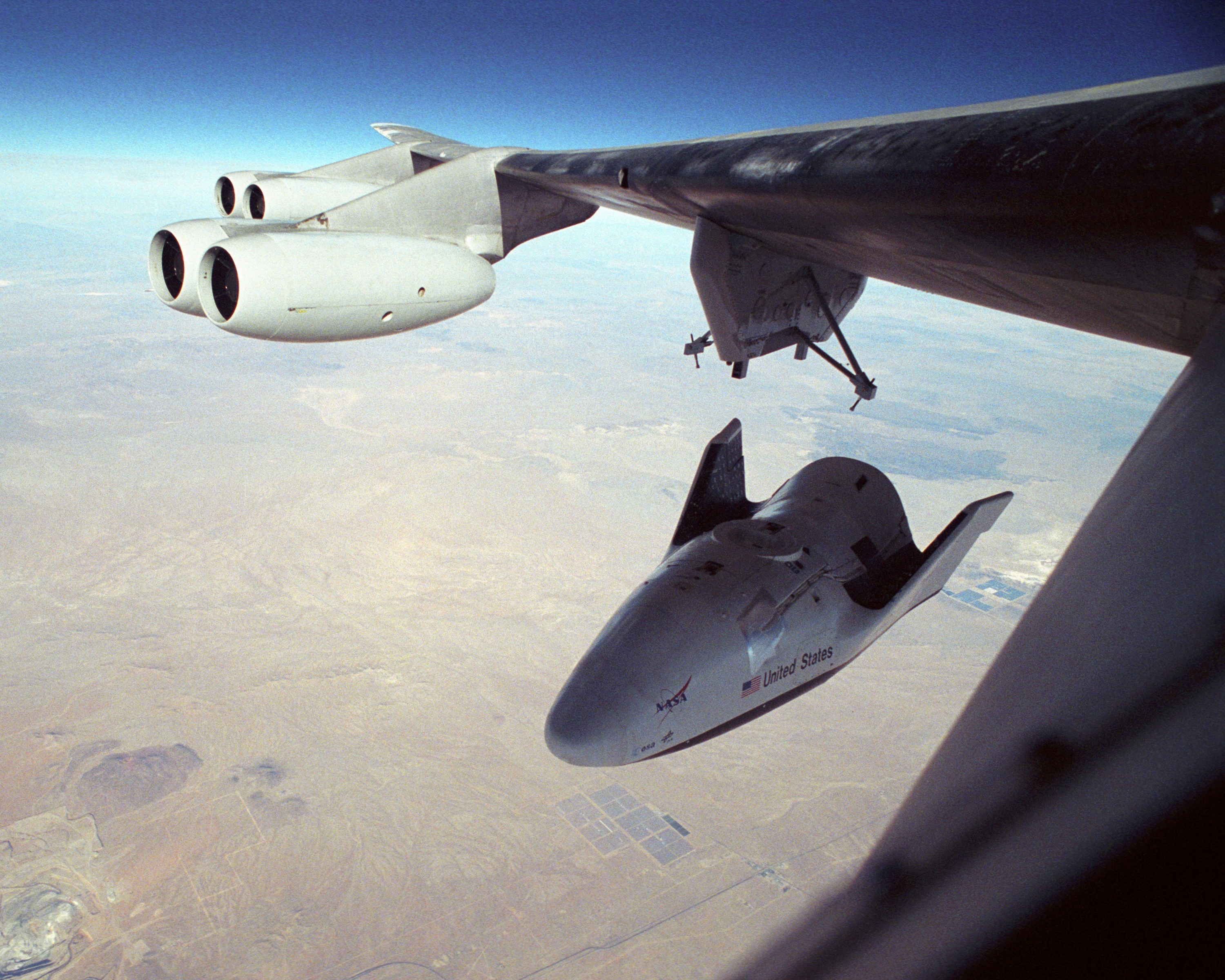
X-38 tuż po odłączeniu od samolotu nosiciela B-52 „Balls 8”

X-38 „Statek Powrotny Załogi” (ang. Crew Return Vehicle, CRV) – autonomiczny pojazd ratunkowy, który miał służyć przebywającym na pokładzie Międzynarodowej Stacji Kosmicznej astronautom jako rodzaj szalupy ratunkowej, wykorzystywanej w razie wystąpienia poważnej awarii na stacji i powstania zagrożenia życia dla jej załogantów (np. ciężka choroba bądź poważne obrażenia astronautów wskutek wypadku na stacji – wymagające natychmiastowego leczenia szpitalnego). NASA przerwała realizację tego projektu w kwietniu 2002.
X-38 CRV był przeznaczony dla maksimum siedmioosobowej załogi. Pojazd ma długość 8,7 m i szerokość 4,4 m. W konfiguracji orbitalnej pojazd wyposażony jest w moduł napędowy z systemem silników korekcji lotu, który jest odrzucany po wykonaniu niezbędnych manewrów i niemal bezpośrednio przed wejściem w górne warstwy atmosfery. Podczas lotu atmosferycznego wykorzystuje największy na świecie spadochron/paralotnię (o powierzchni 2500 m²). Spadochron ten stabilizuje lot oraz wyhamowuje prędkość X-38 z ok. 1000 km/h do ok. 250 km/h.
Procedura potencjalnej ewakuacji z wykorzystaniem CRV planowana była następująco: szalupa odłącza się z siedmioosobową załogą od stacji, wchodzi na niższą, właściwą orbitę a po kilkukrotnym okrążeniu Ziemi ustawia się na właściwej trajektorii do lądowania. Po opuszczeniu ISS, zasilanie CRV zaplanowane jest, by działać przez okres ok. 9 godzin. Powrót na Ziemię zapewnia inercyjny system kontroli lotu, współdziałający z systemem nawigacji GPS. W atmosferę pojazd wchodzi lotem ślizgowym z prędkością ok. 1000 km/h, w niższych warstwach atmosfery otwiera się olbrzymia paralotnia. Ostatecznie CRV osiąga Ziemię z prędkością ok. 70 km/h, lądując na płozach przystosowanych do ślizgu.
Pojazd ratunkowy miał być dołączony w ramach misji montażowej 18A do jednego z czterech horyzontalnych węzłów modułu Node 3, w końcowym etapie budowy stacji. X-38 miał być przytwierdzony do stacji na czas nie dłuższy niż 3 lata. W przypadku, gdy na ISS nie doszłoby do awarii uzasadniających jego użycie, CRV po trzech latach powracać miał na Ziemię w celu wykonania koniecznych przeglądów technicznych, po zakończeniu których miał być ponownie wyniesiony na orbitę nie tylko za pomocą wahadłowca, ale także za pomocą rakiety Ariane 5.